# Parc naturel régional du Mont-Ventoux
Pargue dóu Ventour
Le parc naturel régional du Mont-Ventoux, en provençal pargue dóu Ventour, est un parc naturel régional créé par décret le 28 juillet 2020. Il est le 55e parc naturel régional créé en France, et le 9e en Provence-Alpes-Côte d'Azur.

## Présentation

Logo du PNR du Mont-Ventoux

### Histoire du Parc
Un Syndicat mixte d’aménagement touristique et d’équipement sportif du Mont-Ventoux est créé par 10 communes, le 2 novembre 1965. Le syndicat se développe rapidement pour atteindre 43 communes adhérentes à la fin des années 1980. En 1990, le mont Ventoux est reconnu réserve de biosphère par l'UNESCO, reconnaissance prolongée et renouvelée jusqu'en 2017. En 2008, la région Provence-Alpes-Côte d'Azur initie le périmètre du parc. Le syndicat est chargé de piloter le projet de parc en 2012, pour une mise au débat public en 2013, des réflexions obtenues. La charte du parc est finalisée en 2015, début 2016. Courant 2017, l'UNESCO renouvelle de nouveau, pour 10 ans, le statut de réserve de Biosphère au mont Ventoux. En 2018, après les premières réunions du comité de pilotage du parc, l’État français émet un avis favorable au projet de parc. En 2019, une enquête publique sur le projet de Charte, en vue du classement du territoire en parc naturel régional du Mont-Ventoux est lancée, en mai et juin, et la commission de suivi donne un avis favorable en juillet. En fin d'année 2019, parmi les 39 communes ayant suivi le projet, seules 35 décident d'adhérer au Parc naturel régional. Les statuts du syndicat sont alors modifiés en vue de l'évolution vers la mise en place du parc. Après une approbation régionale, puis une audition auprès du Conseil national de la protection de la nature à Paris, en février 2020, le décret de création du 56e parc naturel régional français est publié le 29 juillet 2020.

### Chiffres clés
- Superficie : 91 km2
- Population : 90 659 habitants
- 1 Régions : Provence-Alpes-Côte d’Azur
- 1 Département : Vaucluse
- Nombre de communes adhérentes : 37
- Nombre de communes associées :
- Nombre de villes-portes : Carpentras, Vaison-la-Romaine, Pernes-les-Fontaines
- Adresse du siège : 378 avenue Jean Jaurès - Carpentras

### Communes adhérentes
Les villes adhérentes sont :

| Nom                          | Code Insee | Gentilé            | Superficie (km2) | Population (dernière pop. légale) | Densité (hab./km2) |
| ---------------------------- | ---------- | ------------------ | ---------------- | --------------------------------- | ------------------ |
| Carpentras (siège)           | 84031      | Carpentrassiens    | 37,92            | 30 854 (2022)                     | 814                |
| Aubignan                     | 84004      | Aubignanais        | 15,7             | 5 962 (2022)                      | 380                |
| Aurel                        | 84005      | Auréliens          | 28,9             | 186 (2022)                        | 6,4                |
| Bédoin                       | 84017      | Bédoinais          | 91,03            | 3 077 (2022)                      | 34                 |
| Blauvac                      | 84018      | Blauvacois         | 20,8             | 555 (2022)                        | 27                 |
| Brantes                      | 84021      | Brantulois         | 28,18            | 86 (2022)                         | 3,1                |
| Caromb                       | 84030      | Carombais          | 17,98            | 3 469 (2022)                      | 193                |
| Crestet                      | 84040      | Crestelains        | 11,48            | 418 (2022)                        | 36                 |
| Crillon-le-Brave             | 84041      | Crillonnais        | 7,63             | 489 (2022)                        | 64                 |
| Entrechaux                   | 84044      | Entrechalais       | 14,91            | 1 164 (2022)                      | 78                 |
| Faucon                       | 84045      | Fauconnais         | 8,65             | 454 (2022)                        | 52                 |
| Flassan                      | 84046      | Flassanais         | 20,6             | 455 (2022)                        | 22                 |
| Le Barroux                   | 84008      | Barrouxiens        | 16,04            | 663 (2022)                        | 41                 |
| Le Beaucet                   | 84011      | Beaucetains        | 9,04             | 381 (2022)                        | 42                 |
| Malaucène                    | 84069      | Malaucéniens       | 45,33            | 2 759 (2022)                      | 61                 |
| Malemort-du-Comtat           | 84070      | Malemortais        | 11,92            | 1 952 (2022)                      | 164                |
| Mazan                        | 84072      | Mazanais           | 37,92            | 6 272 (2022)                      | 165                |
| Méthamis                     | 84075      | Méthamisois        | 36,81            | 453 (2022)                        | 12                 |
| Modène                       | 84077      | Modenois           | 4,73             | 461 (2022)                        | 97                 |
| Monieux                      | 84079      | Moniliens          | 47,12            | 268 (2022)                        | 5,7                |
| Mormoiron                    | 84082      | Mormoironnais      | 25,03            | 1 882 (2022)                      | 75                 |
| Pernes-les-Fontaines         | 84088      | Pernois            | 51,12            | 10 433 (2022)                     | 204                |
| Puyméras                     | 84094      | Puymérassiens      | 14,59            | 584 (2022)                        | 40                 |
| Saint-Christol               | 84107      | Christolains       | 46,08            | 1 416 (2022)                      | 31                 |
| Saint-Didier                 | 84108      | Saint-Didierois    | 3,62             | 2 192 (2022)                      | 606                |
| Saint-Hippolyte-le-Graveyron | 84109      | Saint-Hippolytains | 4,94             | 170 (2022)                        | 34                 |
| Saint-Léger-du-Ventoux       | 84110      | Laugerois          | 19,29            | 27 (2022)                         | 1,4                |
| Saint-Marcellin-lès-Vaison   | 84111      | Marcellinois       | 3,56             | 335 (2022)                        | 94                 |
| Saint-Pierre-de-Vassols      | 84115      | Vassoliens         | 4,93             | 504 (2022)                        | 102                |
| Saint-Romain-en-Viennois     | 84116      | Saint-Romanois     | 9                | 860 (2022)                        | 96                 |
| Saint-Trinit                 | 84120      | Trinitosantais     | 16,66            | 120 (2022)                        | 7,2                |
| Sault                        | 84123      | Saltésiens         | 111,15           | 1 348 (2022)                      | 12                 |
| Savoillan                    | 84125      | Savoillaniens      | 8,81             | 74 (2022)                         | 8,4                |
| Vaison-la-Romaine            | 84137      | Vaisonnais         | 26,99            | 5 920 (2022)                      | 219                |
| Velleron                     | 84142      | Velleronnais       | 16,39            | 3 138 (2022)                      | 191                |
| Venasque                     | 84143      | Venasquais         | 35,01            | 1 069 (2022)                      | 31                 |
| Villes-sur-Auzon             | 84148      | Villois            | 27,08            | 1 292 (2022)                      | 48                 |

### Administration et gestion
Le parc sera géré par le « syndicat mixte de gestion du parc naturel régional du Mont-Ventoux », organisation développée à partir du « syndicat mixte d'aménagement et d'équipement du Mont-Ventoux », qui a conduit le projet de création du parc.

## Patrimoine naturel

### Différents milieux naturels
- Espace naturel sensible de Belle-Île à Aubignan : cette zone de 27 hectares constitue naturellement un champ d'expansion des crues, renforcé par les pratiques agricoles, qui un berger, deux associations de chasse , d’autres associations de protection de la nature. Elle est la propriété de EPAGE SOMV et est géré par le CEN PACA[5].

## Patrimoine culturel

### Bâti
La patrimoine bâti est caractérisé, notamment, par ses villages provençaux perchés, surplombant la vallée du Rhône. Plusieurs sites sont classés ou inscrits au titre des monuments historiques, notamment de par leur ancienneté, datant de l'époque romaine, ou du Moyen Âge.

### Route des métiers d'Art
Une route des métiers d'Art autour du Mont Ventoux a été mise en place. En plus des arts graphiques, la route regroupe des potiers, céramistes, tapissiers, santonniers, verriers, des spécialistes de la mosaïque, de la musique, du mobilier, notamment. Les spécialistes de la musique comptent des luthiers, facteurs d'orgues, fabricant d'instruments mécaniques, ou fabricants de Flûtes.

## Activités

### Activités économiques
L'activité agricole est depuis longtemps développée sur l'espace naturel du parc. En plus de la culture de la vigne, via l'AOC Ventoux, et l'oléiculture, depuis l'Antiquité, le territoire du parc est également une zone de culture de la cerise, via la Cerise des coteaux de Vaucluse, et d'élevage, caprin et porcin, avec le porc du Ventoux.
L'activité touristique est essentiellement liée aux activités de plein air, et notamment le sport et le cyclisme.

### Activités sportives
Plusieurs activités sportives sont pratiquées, traditionnellement, sur le mont Ventoux : 
Les sports d'hiver, avec l'implantation dès les années 1920, de deux stations de ski, le chalet Reynard et le Mont Serein.
Le cyclisme, tant amateur que professionnel, avec le passage de grandes courses, comme le Tour de France, le Paris-Nice, ou le critérium du Dauphiné. Depuis 2019, le mont Ventoux fait l'objet d'une course dédiée, le Mont Ventoux Dénivelé Challenges pour les spécialistes masculins des classements de la montagne. À partir de 2022, sa « petite » sœur, le Mont Ventoux Dénivelé Challenges féminin se court le matin même de la course masculine. D'autres courses féminines font régulièrement un passage par le mont Ventoux, comme le Tour cycliste féminin international de l'Ardèche.
En 2015 est lancé le triathlon Ventouxman incluant un passage au sommet du mont Ventoux, en vélo, puis une course de vingt km au Mont Serein.
Au départ de l'aérodrome de Carpentras, les amateurs de vol à voile utilisent les reliefs vallonnés pour pratiquer leur sport.